# 王铖湘
王铖湘（1992年7月21日—），山东烟台人，中国男子游泳运动员。

## 生平
2012年，王铖湘代表中国出戰英國倫敦舉行的奥林匹克运动会游泳比賽男子400米混合泳賽事，最終他在預賽中排名第14名，無緣決賽。